# كورنيليوس شي
كورنيليوس شي (بالإنجليزية: Cornelius Shea)‏ هو نقابي أمريكي، ولد في 17 سبتمبر 1872 في كامبريدج في الولايات المتحدة، وتوفي في 12 يناير 1929 في شيكاغو في الولايات المتحدة.